# Marcel Wick
Marcel Wick (* 1958) ist ein ehemaliger Schweizer Eishockeyspieler, der lange beim EHC Kloten in der Nationalliga A spielte und zweimal Vizemeister, aber nie Meister wurde. Sein Sohn, Roman Wick, spielte von 2002 bis 2012 – mit Unterbrüchen – ebenfalls in Kloten.
Bis zu seinem Karriereende 1995 absolvierte Wick 641 Spiele in der Nationalliga A und 57 Länderspiele für die Schweizer Eishockeynationalmannschaft.
Im Alter von fast 50 Jahren absolvierte er zwei Spiele für den HC Thurgau in der Nationalliga B und erzielte dabei drei Assists.